# Стрийно-Друге
Стрийно-Друге (пол. Stryjno Drugie) — село в Польщі, у гміні Рибчевиці Свідницького повіту Люблінського воєводства.
Населення — 712 осіб (2011).

## Демографія
Демографічна структура станом на 31 березня 2011 року:
|          | Загалом | Допрацездатний вік | Працездатний вік | Постпрацездатний вік |
| -------- | ------- | ------------------ | ---------------- | -------------------- |
| Чоловіки | 353     | 51                 | 246              | 56                   |
| Жінки    | 359     | 45                 | 195              | 119                  |
| Разом    | 712     | 96                 | 441              | 175                  |